# 토요타 포르테
토요타 포르테(Toyota Porte)는 토요타 자동차의 소형 승용차이다.

## 1세대

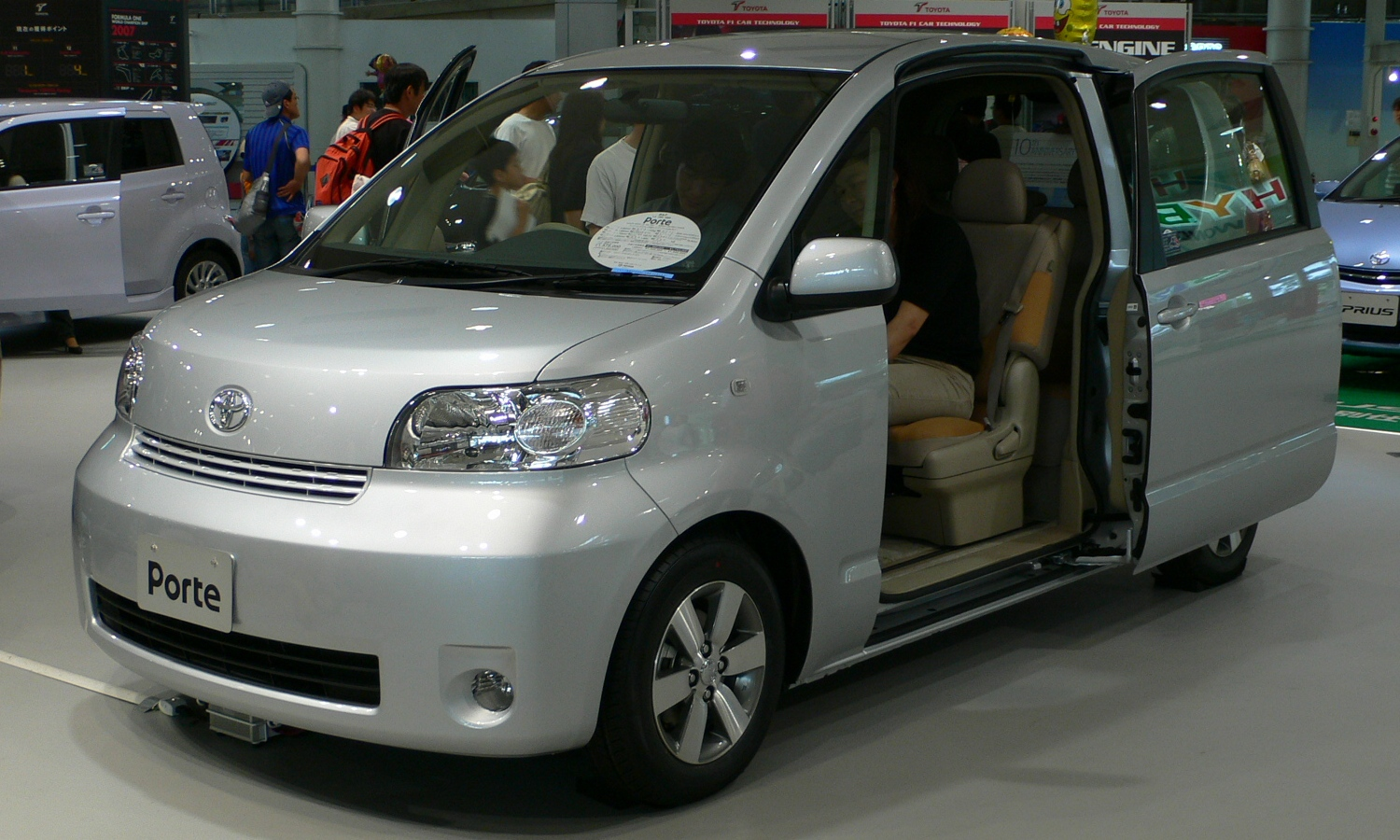
토요타 포르테 정측면

2004년 7월에 출시되었다. 조수석 쪽의 문을 스윙 도어 대신 전동식 대형 슬라이드 도어를 적용했고, 노면에서부터 실내 바닥의 높이를 300mm로 줄여 승하차의 편의성을 높였다. 전고를 높이고, 컬림 시프트 타입 자동변속기와 쿠션부를 올릴 수 있는 2열 시트, 많은 수납 공간 등을 통해 실내 공간 활용성을 높였다.

## 2세대

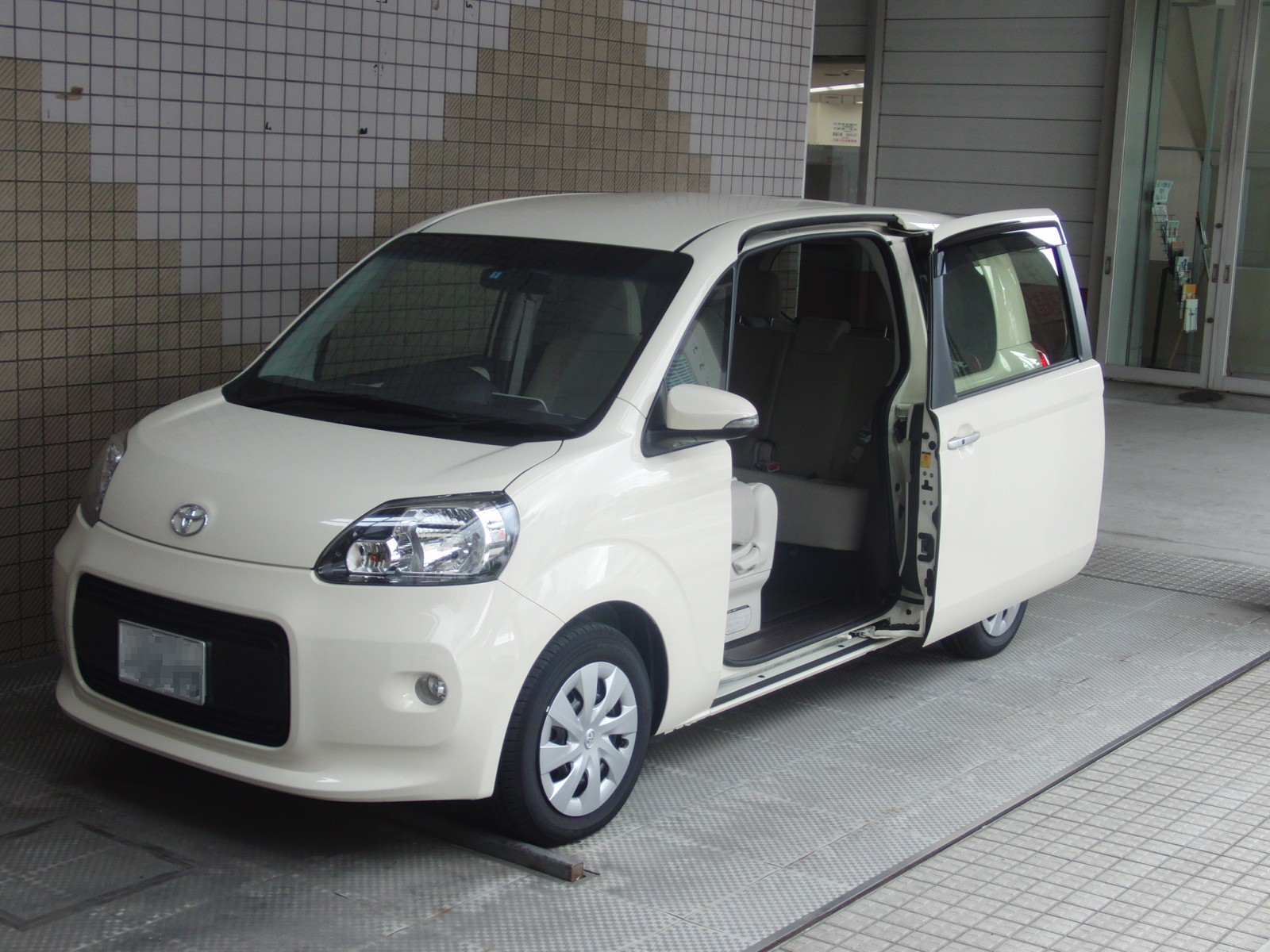
토요타 포르테 정측면

2012년 7월에 출시되었다. 운전석 쪽의 문을 1개에서 2개로 늘려 운전석 쪽에서 2열 승하차의 편의성을 높였고, 플로어 시프트 타입 자동변속기는 센터 페시아 하단에 적용했다. 조수석 쪽의 B 필러에는 아이의 키를 잴 수 있는 눈금이 붙어 있다. A 필러를 얇게 하고, 플래그 타입 아웃 사이드 미러(운전석)를 적용해 전방 시야를 넓혔다. 형제 차종으로 외형을 일부 바꾼 스페이드도 선보여 판매했다. 2020년 12월에는 판매 부진으로 루미와 통폐합을 거치며 단종되었다.

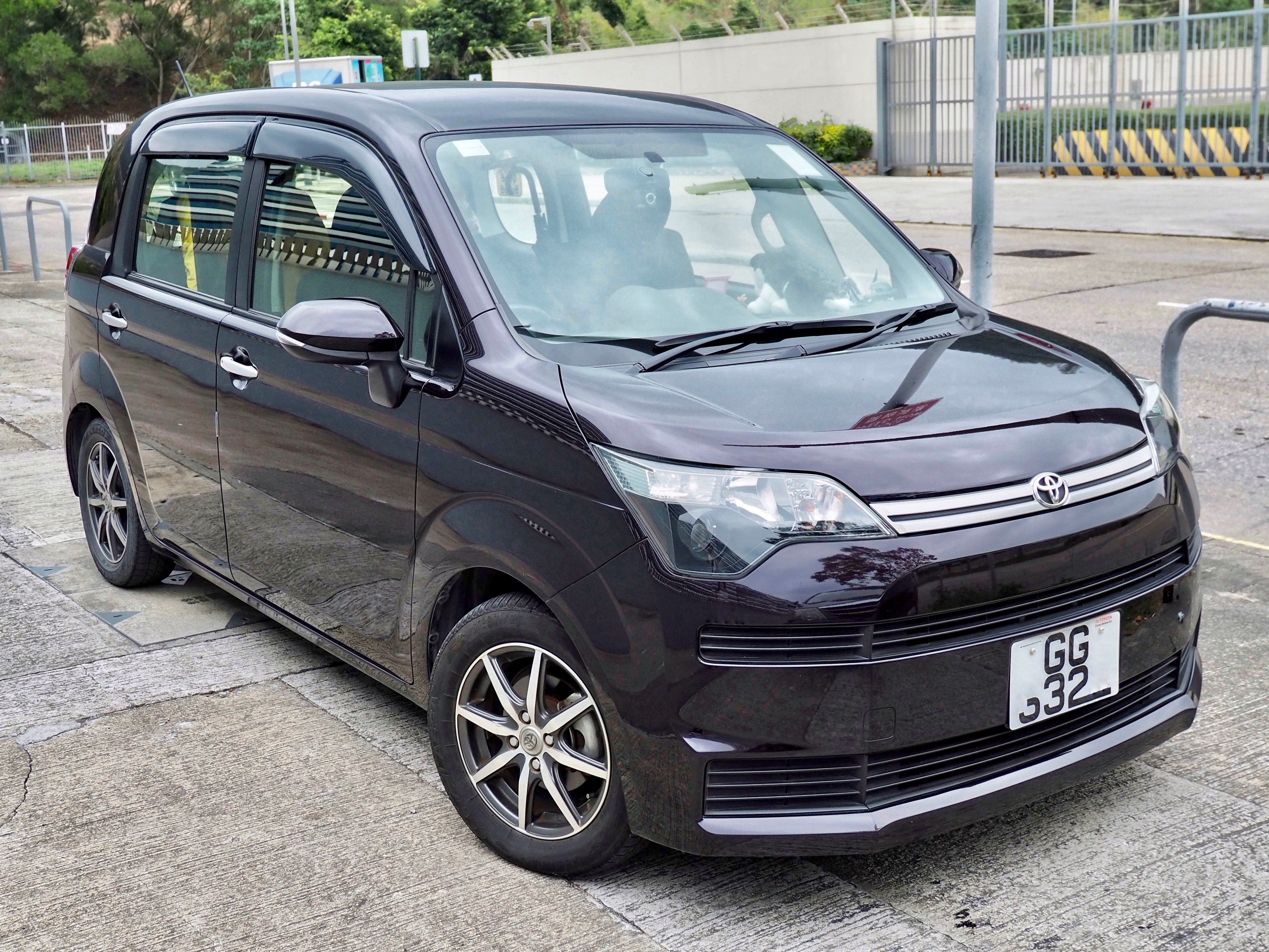
토요타 스페이드 정측면